# The Daily Mirror (Австралия)
«Дейли миррор» (анг. The Daily Mirror переводится как «Ежедневное зеркало») — газета, основанная Эзрой Нортоном в 1941 году в Сиднее, Австралия. Выпускалась до 1990 года.

## Факты
- В 1958 году «Дейли миррор» была продана News Ltd. Руперта Мёрдока[2].
- 8 октября 1990 года газета была объединена с The Daily Telegraph, образовав издание The Daily Telegraph-Mirror.
- В 1996 году название было изменено на The Daily Telegraph, что убрало последнее упоминание о The Daily Mirror даже из заглавия газеты.